# 쿨키드
쿨키드(1996년 3월 20일 ~)는 대한민국의 래퍼다.

## 방송
- K팝스타 4 - Top18(14위)
- 쇼미더머니4 - Top52
- 언프리티 랩스타 3 - 11위

## 음악 활동
- 보라보라 <Why Always Me?> 피처링 (2015)